# Gladiolus hirsutus
Gladiolus hirsutus är en irisväxtart som beskrevs av Nikolaus Joseph von Jacquin. Gladiolus hirsutus ingår i släktet sabelliljor, och familjen irisväxter. Inga underarter finns listade i Catalogue of Life.